# Bill Pemberton
William McLane Pemberton (New York, 5 maart 1918 – aldaar, 13 december 1984) was een Amerikaanse jazzbassist.

## Carrière
Pemberton begon als kind viool te spelen, voordat hij op 18-jarige leeftijd wisselde naar de contrabas. Tijdens de jaren 1940 speelde hij in de bands van Frankie Newton (1941-1945), Herman Chittison (1945-1947), Mercer Ellington, Eddie Barefield, Barbara Carroll, Eddie South, Lucky Millinder en Billy Kyle. Tijdens de jaren 1950 was hij meestal werkzaam als freelance muzikant. Hij werkte met swing-muzikanten als Art Tatum (1956) en behoorde in 1957/1958 tot de band van Fletcher Henderson, ofschoon hij nooit met Henderson zelf had gespeeld. In de daaropvolgende jaren werkte hij met Buck Clayton, Sammy Price, Budd Johnson, Claude Hopkins en van 1966 tot 1969 met Budd Johnson en Oliver Jackson in het kwartet van Earl Hines. Als sessiemuzikant begeleidde hij ook Johnny Mathis (1956), Beverly Kenney, Lee Wiley en Jimmy Witherspoon.
Met Johnson, Jackson en Dill Jones vormde hij het gezamenlijk geleide JPJ Quartet, dat bestond van 1969 tot 1975, trad in 1971 op op het Montreux Jazz Festival en nam verschillende albums op. Als sessiemuzikant in het milieu van de mainstream jazz speelde hij bovendien met Ruby Braff, Max Kaminsky en Vic Dickenson. Van 1979 tot 1983 behoorde hij bij The Savoy Sultans van Panama Francis. Tijdens de jaren 1980 speelde hij ook met Doc Cheatham.

## Overlijden
Bill Pemberton overleed in december 1984 op 66-jarige leeftijd.
- Bibliothèque nationale de France: cb13933235p (data)
- Gemeinsame Normdatei: 134482212
- International Standard Name Identifier: 0000 0000 5515 0605
- Library of Congress Control Number: n94069959
- MusicBrainz: ab4704a3-c06d-45b3-bcb8-d96b55d12680
- Système universitaire de documentation: 158966694
- Virtual International Authority File: 71581259
- WorldCat: E39PBJwCXhFV7cPvKp8C6q8Qv3